# Ciao, Italia! – Live from Italy
Ciao, Italia! – Live from Italy är ett videoalbum av den amerikanska popartisten Madonna och släpptes av Sire Records och Warner Reprise Video den 24 maj 1988. Den består av ett liveframträdande från Who's That Girl World Tour 1987, inspelad vid Stadio Comunale i Turin, Italien den 4 september 1987 och i Florens, Italien den 6 september 1987. Beslutet att släppa Ciao Italia var för att en tidigare utgivning av turnén som endast utgavs i Japan, Who's That Girl – Live in Japan, visade sig bli en kommersiell framgång. En nyutgåva av videon kom 1999, då i DVD-format med en stereosoundtrack enbart innehållande låtarna.
Videon fick positiva recensioner av kritiker, vilka påpekade Madonnas uppträdande och hennes färdigheter som en artist. De gav också komplimanger för kameraarbetet i videon, för att öka turnéns visuella aspekter. Ciao Italia toppade Billboards Music Video-försäljningslista och blev den näst bäst säljande musikvideokassetten 1988. Det har uppnått amerikansk dubbelplatina-certifiering enligt Recording Industry Association of America (RIAA) för transport av 100 000 exemplar.

## Låtlista
| Nr  | Titel                                                                                    | Kompositör                                | Längd |
| --- | ---------------------------------------------------------------------------------------- | ----------------------------------------- | ----- |
| 1.  | Open Your Heart                                                                          | Madonna, Gardner Cole, Peter Rafelson     | 5:04  |
| 2.  | Lucky Star                                                                               | Madonna                                   | 4:19  |
| 3.  | True Blue                                                                                | Madonna, Steve Bray                       | 4:45  |
| 4.  | Papa Don't Preach                                                                        | Brian Elliot, ytterligare text av Madonna | 6:08  |
| 5.  | White Heat                                                                               | Madonna, Patrick Leonard                  | 7:12  |
| 6.  | Causing a Commotion                                                                      | Madonna, S. Bray                          | 4:45  |
| 7.  | The Look of Love                                                                         | Madonna, P. Leonard                       | 5:02  |
| 8.  | Dress You Up                                                                             | Andrea LaRusso, Peggy Stanziale           | 3:51  |
| 9.  | Material Girl                                                                            | Peter Brown, Roberta Rans                 | 3:57  |
| 10. | Like a Virgin (innehåller ett utdrag från "I Can't Help Myself (Sugar Pie Honey Bunch)") | Tom Kelly, Billy Steinberg                | 4:51  |
| 11. | Where's the Party                                                                        | Madonna, S. Bray, P. Leonard              | 5:20  |
| 12. | Live to Tell                                                                             | Madonna, P. Leonard                       | 8:51  |
| 13. | Into the Groove                                                                          | Madonna, S. Bray                          | 6:11  |
| 14. | La Isla Bonita                                                                           | Madonna, P. Leonard, Bruce Gaitsch        | 4:33  |
| 15. | Who's That Girl                                                                          | Madonna, P. Leonard                       | 4:02  |
| 16. | Holiday                                                                                  | Curtis Hudson, Lisa Stevens               | 6:34  |

## Medverkande
| - Egbert van Hees – regissör - Riccardo Mario Corato – producent - Madonna – sångare, artist, dansare - Shabba Doo – koreograf, dansare - Patrick Leonard – keyboard - Jai Winding – keyboard - Jonathan Moffett – trummor - David Williams – gitarr | - James Harrah – gitarr - Kerry Hatch – bas - Luis Conte – slagverk - Donna De Lory – bakgrundssång - Niki Haris – bakgrundssång - Debra Parsons – bakgrundssång - Ángel Ferreira – dansare - Chris Finch – dansare |

Medverkande är hämtade ur albumhäftet till Ciao, Italia! – Live from Italy.

## Listplaceringar och certifikat
| Lista (1987–91)                | Högsta position |
| ------------------------------ | --------------- |
| Finland (YLE:s DVD-topplista)  | 3               |
| Kanada RPM Top 10 Videos       | 3               |
| USA Billboard Top Music Videos | 3               |

| Land      | Certifikat |
| --------- | ---------- |
| Argentina | Platina    |
| USA       | Platina    |